# 中漢考克 (緬因州)
中漢考克（英語：Central Hancock）是位於美國緬因州漢考克縣的一個未組織地區。

## 地方資料
中漢考克的面積為41.60平方千米，當中陸地面積為39.40平方千米，而水域面積為2.20平方千米。根據2020年美國人口普查的數據，當地共有人口132人，而人口密度為每平方千米3.17人。